# دومچوو
دومچوو (به لاتین: Dumchevo) یک منطقهٔ مسکونی در روسیه است که در سرزمین آلتای واقع شده‌است.